# Газардкам
Газардкам — упразднённое село в Магарамкентском районе Дагестана. На момент упразднения входило в состав Чахчахского сельсовета. В 1930-е годы население переселено в село Газардкам-Казмаляр.

## География
Располагалось на северном склоне Самурской долины, у горы Келег, в 5 км (по прямой) к северо-востоку от села Гарах.

## История
До вхождения Дагестана в состав Российской империи селение Казарди-Кам входило в состав Чилейского магала Кюринского ханства. После присоединения ханства к Российской империи числилось в Чагчахском сельском обществе Кутур-Кюринского наибства Кюринского округа Дагестанской области. В 1895 году селение состояло из 19 хозяйств. В 1910-е годы в дельте Самура у села появляется казмаляр, на его месте к 1920-м годам вырос населённый пункт Газардкам-Казмаляр, в который постепенно начинает переселяться население из горной «метрополии». По данным на 1926 год село Газарди-Кам состояло из 11 хозяйств. В административном отношении входило в состав Чахчахского сельсовета Ахтынского района. В переписи 1939 года сведения о селе Газардкам отсутствуют.

## Население
| Численность населения | Численность населения | Численность населения |
| 1895                  | 1908                  | 1926                  |
| --------------------- | --------------------- | --------------------- |
| 114                   | ↗223                  | ↘63                   |

По данным Всесоюзной переписи населения 1926 года, в национальной структуре населения лезгины составляли 100 %